# Chordodes wangi
Chordodes wangi är en tagelmaskart som beskrevs av Wu och Tang 1933. Chordodes wangi ingår i släktet Chordodes och familjen Chordodidae. Inga underarter finns listade i Catalogue of Life.